# Green Spring (Virginie-Occidentale)
Pour les articles homonymes, voir Green Spring.
Green Spring est une census-designated place située dans le comté de Hampshire, dans l’État de Virginie-Occidentale, aux États-Unis. Lors du recensement de 2020, elle comptait 250 habitants.